# 中華民国と南アフリカの関係
中華民国と南アフリカの関係（ちゅうかみんこくとみなみアフリカのかんけい、繁体字: 中華民國－南非關係）、あるいは台湾と南アフリカの関係（たいわんとみなみアフリカのかんけい、繁体字: 臺灣－南非關係、英語: Taiwan–South Africa relations）とは、中華民国と南アフリカの間における国際関係について述べる。両国は1905年から1998年まで外交関係があった。両国はもともと領事関係にあったが、1976年に大使関係に昇進。1998年1月1日に外交関係が断絶された後、双方の首都に大使館の代わりに駐在員事務所を設立した。
1990年当時、中華民国と外交関係のある国のうち、南アフリカ・サウジアラビア・韓国・バチカンが主要国家であったが、同国との断交後はバチカンのみが主要国家となった。

## 政治

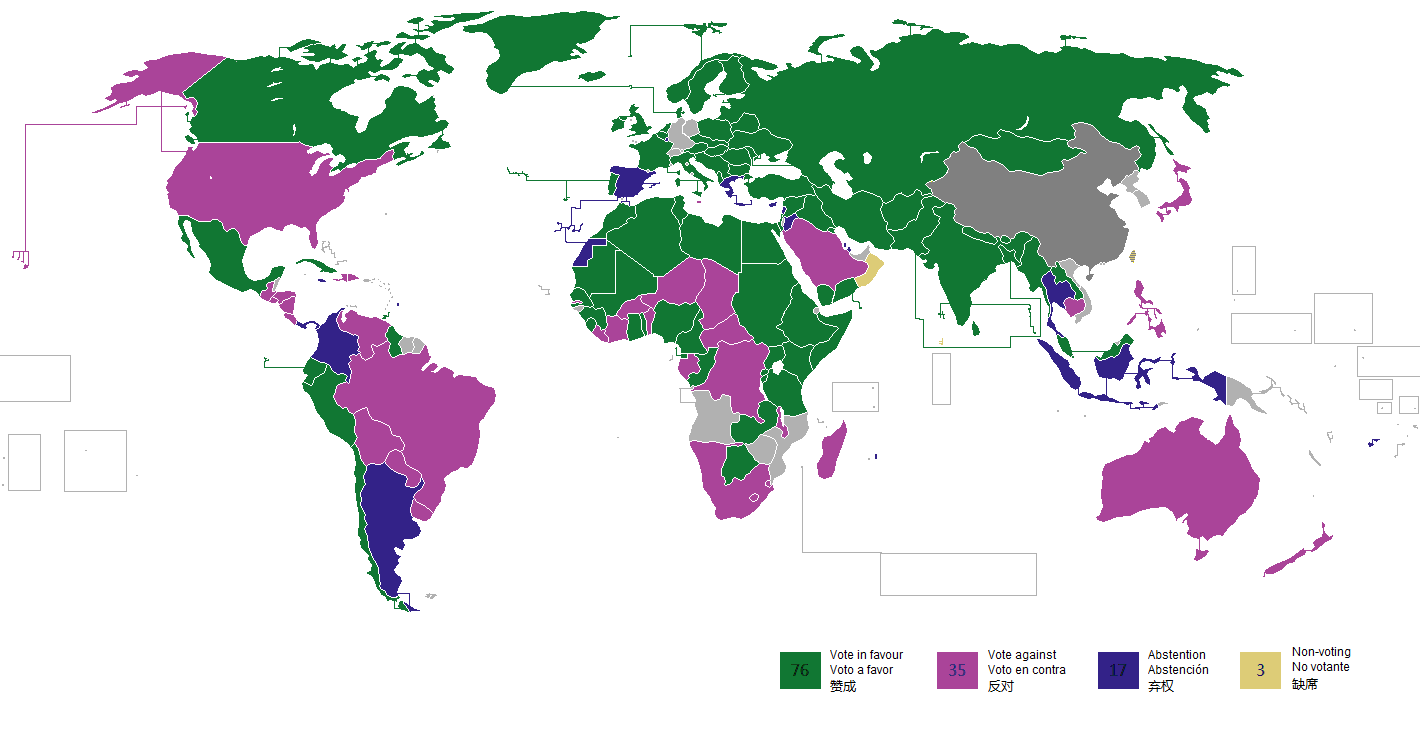
アルバニア決議（第26回国際連合総会2758号決議 2758 XXVI）に対する1971年当時の世界各国の投票結果の図。南アフリカを含む紫色で塗られた諸国（35カ国）が反対した。なお、非主権国である南西アフリカ（現在のナミビア）も含まれている。

1912年に中華民国が建国された後、1905年5月14日に清王朝がヨハネスブルグに設立した南アフリカ連邦領事館を継承。1932年6月14日、ヨハネスブルグ総領事館に改名された 。
1949年、両国は正式な外交関係を樹立。1971年のアルバニア決議では、南アフリカは中華人民共和国の国連参加に反対票を投じた。中華民国の国連脱退後は関係は次第に冷え込みをみせたものの、中華人民共和国がアザニア・パン・アフリカニスト会議を支持したため、両国は依然として良好な関係を維持した。
1976年4月26日、中華民国がプレトリアに、南アフリカが台北にそれぞれ大使館を設立 。当時の駐南アフリカ中華民国大使である楊西崑は、「両国はともに反共主義の立場にあり、資本主義、民主主義、自由主義を支持する。」と述べた 。
1980年10月13日、ボータ首相夫妻が台湾を訪問。同月15日には蔣経国総統と会談し勲章が授与された後、中華民国海軍を視察。同年中に、孫運璿行政委員長も南アフリカを訪問した。
1993年7月、マンデラが台湾を訪問。李登輝総統と会談し勲章が授与された。1994年5月10日、李登輝総統が南アフリカを訪問し、マンデラ大統領の就任式に出席。その後、マンデラ大統領と会談し同国の政策である復興開発計画を全面的に支援することを約束した。また、マンデラ大統領は中華民国が南アフリカに対して問題を起こさない限りは、外交関係を維持すると述べた。
1996年6月30日、台湾を訪問したヌゾー外相は、中華民国との外交関係を維持するという確固たる立場を改めて表明した一方で、中華人民共和国との関係強化についても言及した。これに対して台湾側は、復興開発計画を従来通り支援し、中華人民共和国との関係強化について南アフリカ政府の姿勢について理解を示すが、両国との関係を犠牲にしてはならないと述べた。しかし、同年11月27日、南アフリカ政府は、南アフリカ共産党およびその他の国内の共産主義派の影響を受けて、中華民国との外交関係を断ち切り1998年1月に中華人民共和国との外交関係を樹立すると発表した。
1998年1月1日、中華民国のプレトリアに事実上の大使館である駐南アフリカ共和国台北連絡代表処が設置された。

## 経済
両国は、2017年に第12回開催となる「台湾・フィジー経済貿易協議会」、2017年に第2回開催となる「台湾・フィジー非政府経済合同会議」を定期的に開催している 。

## 二国間協定
| 日期           | 簽署 | 備註                       |
| -------------- | --- | -------------------------- |
| 1975年2月26日  | 貿易協定 |                            |
| 1975年10月7日  | トウモロコシに関する貿易協定 |                            |
| 1977年1月11日  | 《中華民國郵政局與南非郵政（英語: South African Post Office）互換郵政包裏協定》 |                            |
| 1978年1月26日  | 漁業協定 |                            |
| 1979年10月29日 | 《中華民國經濟部中央標準局與南非標準局（英語: South African Bureau of Standards）技術合作協定》 |                            |
| 1980年3月11日  | 《中斐雙邊空中運輸業務協定》 《中斐航海互惠協定》 《中斐互免海空運輸事業所得稅協定》 | 1991年11月15日續簽空運協定 |
| 1980年3月12日  | 《中斐科學暨技術合作協定換文》 |                            |
| 1980年3月18日  | 《中華民國國家科學委員會與南非科學暨工業研究理事會（英語: Council for Scientific and Industrial Research）科技合作交換合約》 |                            |
| 1982年2月5日   | 《中斐農業科學暨技術合作協定換文》 |                            |
| 1983年2月4日   | 中斐氣象合作協定換文 |                            |
| 1983年3月28日  | 中斐醫藥研究合作交換協定》 |                            |
| 1983年5月19日  | 《中斐共同遵守一九六九年國際船舶噸位丈量公約》 |                            |
| 1983年9月26日  | 《中斐人文及社會科學研究合作交換協定》 |                            |
| 1985年4月22日  | 鉱業およびエネルギー資源に関する協力協定 |                            |
| 1987年10月30日 | 犯罪人引渡し条約 | [ 11 ]                     |
| 1988年1月12日  | 《中斐為提供醫護人員進行訓練之醫療合作協議》 |                            |
| 1988年4月25日  | 《中斐農業科技人員交換訪間辦法（依據一九八二年二月五日簽訂之農業科學暨技術合作協定）》 |                            |
| 1989年6月15日  | 人口発展協力協定 |                            |
| 1989年6月19日  | 文化協定 |                            |
| 1990年1月29日  | 《中華民國農業委員會與南非農業、林業暨漁業部（英語: Department of Agriculture, Forestry and Fisheries (South Africa)）間植物品種交換辦法》 《（中華民國）農業委員會與（南非共和國）農業發展部間農業科技人員暨機構合作聯繫辦法》 |                            |
| 1991年2月4日   | 《中華民國工業技術研究院與南非共和國科學與工業技術研究院間國家量測標準相互承認協定》 |                            |
| 1991年7月11日  | 《中華民國國家科學技術發展基金委員會與南非共和國研究發展基金會間雙邊科學合作協定》 |                            |
| 1991年7月31日  | 《中華民國對外貿易發展協會與南非商會間實施中斐貨品暫准通關證制度議定書》 | 1991年8月9日簽署協定       |
| 1991年11月15日 | 投資促進協力協定 |                            |
| 1993年11月6日  | 《中華民國實驗室認證體系與南非國家校正體系（英語: South African National Accreditation System）間校正服務相互認可技術諒解》 | 1999年5月7日簽署協議       |
| 1994年2月14日  | 《中斐避免所得稅雙重課稅（英語: Double taxation）及防杜逃稅協定》 |                            |
| 1994年9月29日  | 《中華民國原子能委員會與南非原子能公司關於原子能和平使用合作協定》 |                            |
| 1995年12月7日  | 《中斐設立職業訓練中心技術協助協定》 |                            |
| 1996年8月29日  | 《中斐關於設置南非社區森林（英語: Community forestry）計畫協定》 《中斐教育援助瞭解備忘錄》 |                            |
| 1996年9月2日   | 絶滅危惧種の保全に関する技術協力協定 |                            |
| 2003年2月21日  | 《駐南非共和國台北聯絡代表處（英語: Taipei Liaison Office in the Republic of South Africa）與駐台北南非聯絡辦事處間警政合作瞭解備忘錄》                                                                                         | 以下簡稱台斐               |
| 2006年9月15日  | 《臺灣金融監督管理委員會與南非金融服務署（英語: Financial Services Board (South Africa)）關於資訊交換合作及諮詢瞭解備忘錄》 |                            |
| 2009年10月23日 | 《中華民國經濟部中小企業處與南非貿易暨工業部（英語: Department of Trade and Industry (South Africa)）中小企業發展局協議備忘錄》                                                                                                 |                            |
| 2010年12月     | 民間経済協力備忘録 | [ 12 ]                     |
| 2013年4月14日  | 農林漁業協力協議 |                            |
| 2013年7月24日  | 《台斐藝術及文化合作協議》 《台斐刑事司法互助協議》 |                            |
| 2015年8月1日   | 司法協力協議 |                            |